# San Antonio (Tolima)
Pour les articles homonymes, voir San Antonio (homonymie).
San Antonio est une municipalité colombienne située dans le département de Tolima.